# Fleckentfernungsmittel

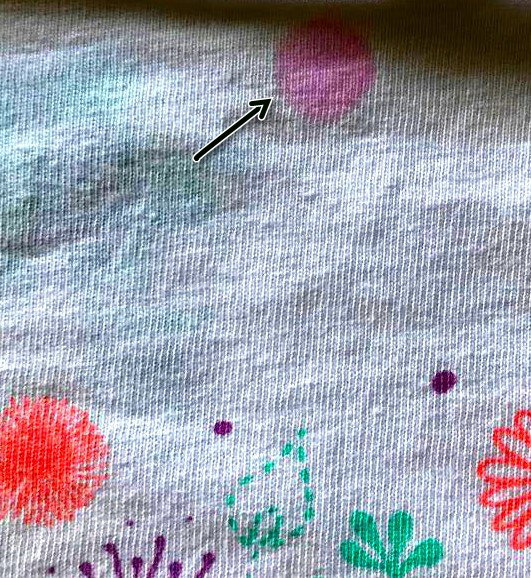
Kindershirt mit einem lila Obstsaftfleck (oben)

Fleckentfernungsmittel (kurz: Fleckentferner) dienen zur Entfernung örtlich begrenzter Verschmutzungen auf Textilien. Diese können bleichend, lösend, reduzierend oder adsorbierend sein. Dabei können solche Flecke in unterschiedliche Kategorien eingeteilt werden:
- Fett und Eiweißflecken (z. B. ein Kakaofleck),
- Farbflecken (z. B. durch Obstsäfte),
- Spezialflecken (z. B. Rostflecken) und
- Schimmelflecken (durch Pilze).

Viele Flecken bestehen aus mehreren Stoffen, weshalb es ein breites Angebot an Fleckentfernungsmitteln gibt. Dabei tauchen drei Kategorien häufig auf:
- Bleichmittel,
- Universalmittel und
- Spezialfleckmittel.[1][2][3]

## Bleichmittel
Bleichmittel werden für oxidativ bleichbare Flecken auf Textilien verwendet. Dabei werden die Farbstoffe oxidativ zerstört. Zur Fleckentfernung werden entweder Aktivsauerstoff- (Fleckensalze) oder Aktivchlorverbindungen (Hypochlorite) verwendet.

### Fleckensalze
Fleckensalze bestehen aus einem Bleichsystem aus Natriumpercarbonat und weiteren Inhaltsstoffen, um die Lagerstabilität zu verbessern. Diese Inhaltsstoffe und ihre Funktionen sind in folgender Tabelle zusammengefasst:
| Inhaltsstoff                           | Funktion                            |
| -------------------------------------- | ----------------------------------- |
| Natriumpercarbonat                     | Bleichmittel                        |
| TAED                                   | Bleichaktivator                     |
| Anionische und nichtanionische Tenside | Benetzung                           |
| Builder                                | Wasserenthärtung, Reinigungswirkung |
| Organische Komplexbildner              | Lösen der Schmutzmatrix             |
| Enzyme                                 | Flecklösung                         |

Bei der Anwendung bildet sich Wasserstoffperoxid und Carbonat. Das entstandene Wasserstoffperoxid reagiert mit den reduzierenden Stoffen, wodurch es zur Reinigung kommt. Fleckensalze werden als Granulate oder in Tablettenform angeboten und in der Wäschevorbereitung oder bei der direkten Beseitigung einzelner Flecken angewendet.

### Hypochlorite
Eine deutlich bessere Wirkung bei der Fleckentfernung haben Hypochlorite (z. B. Natriumhypochlorit- oder Kaliumhypochlorit-Lösungen wie Javelwasser). Flüssige Fleckentferner dieser Sorte sind meist stark alkalische Lösungen, da dadurch das Aktivchlor stabilisiert wird.

## Universalmittel
Anders als es das Wort vermuten lässt, gibt es kein Mittel, welches für alle Flecken auf den unterschiedlichsten Textilarten hilfreich ist. So löst der Fettlöser Aceton beispielsweise Acetatseide auf und Alkohol kann bei einigen Chemiefasern unerwünschte Mattierungen auslösen. Aus diesem Grund sind auf den Packungsaufdrucken bestimmte Materialienarten ausgeschlossen.

## Spezialfleckmittel

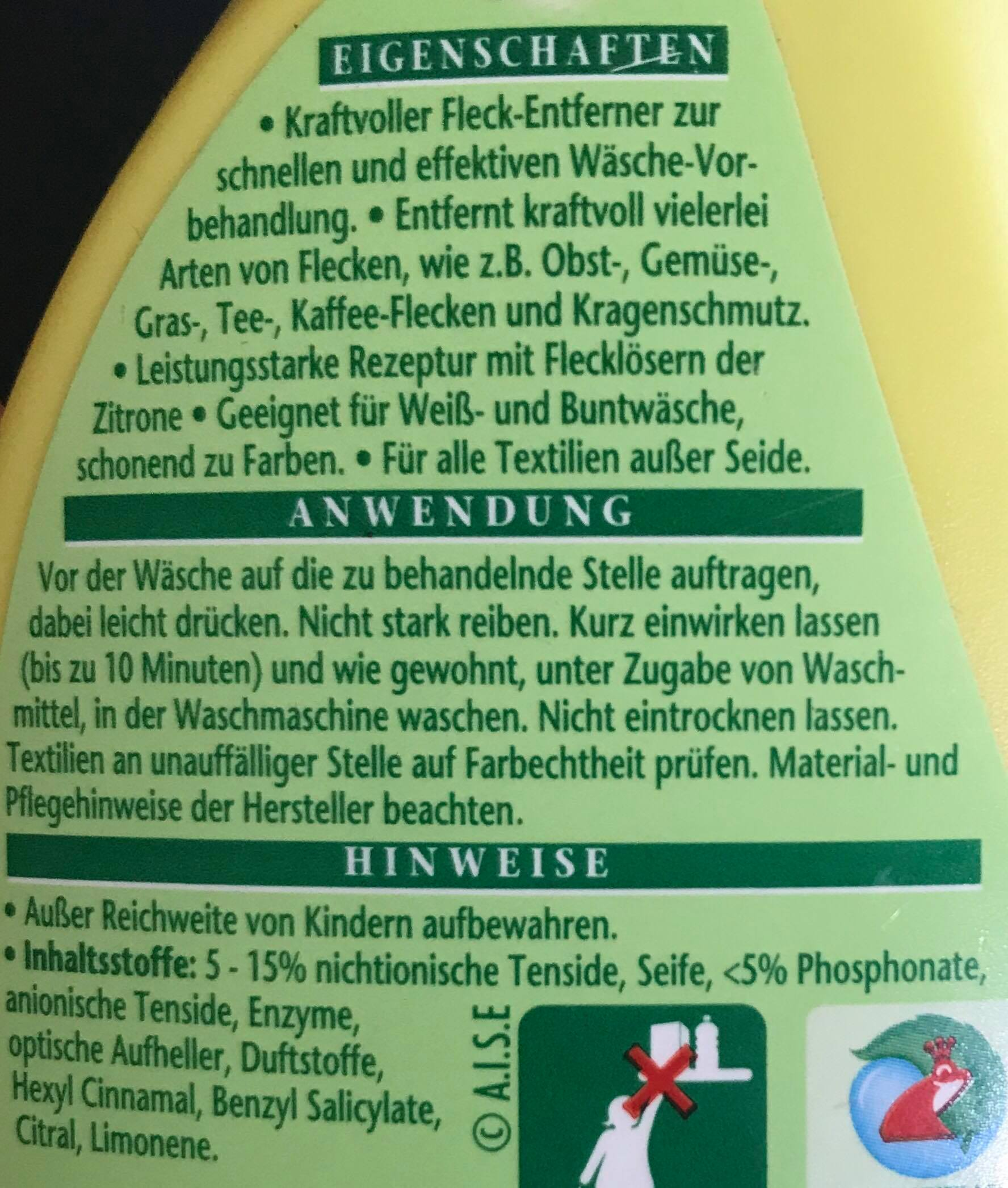
Eigenschaften, Anwendung und Inhaltsstoffe eines Spezialfleckmittels

Spezialfleckmittel sind spezifisch für einzelne Fleckarten entwickelt. Bei 120 verschiedenen Flecken unterscheiden sich somit auch die Inhaltsstoffe der unterschiedlichen Produkte. Diese reichen von unterschiedlichen Lösemitteln über Tenside, Seifen, Säuren und oxidativ und reduktiv wirkende Bleichmittel bis zu Komplexbildnern und Enzymen.

## Hausmittel
Gegenüber den chemischen Fleckentfernern gibt es auch viele Hausmittel. Diese sind jedoch häufig kompliziert anzuwenden und bringen nicht den erhofften Erfolg. Beispielsweise soll ein Grasfleck mit Zitronensaft verschwinden, dabei bleibt aber meist ein Restfleck vorhanden.
Ölflecken können mit einem feinen Pulver bestreut werden. Nach und nach zieht das Öl ins Pulver, welches anschließend abgeklopft werden kann. Geeignet ist beispielsweise Kaolin.

## Handelsformen
Fleckentfernungsmittel gibt es als Flüssigkeiten, Pasten, Pulver und Sprays:

### Fleckenwasser
Bei Fleckenwasser handelt es sich um eine klare, flüssige, wasserfreie Mischung aus organischen Lösungsmitteln. Sie werden besonders häufig bei fettähnlichen Flecken verwendet. Bei farbenähnlichen Flecken ist die Anwendung von Fleckenwasser unzweckmäßig.

### Fleckmilch
Bei der Fleckmilch handelt es sich um eine milchig-weiße Emulsion aus organischen Lösungsmitteln und wässriger Seifenlösung. Die Seifenlösung wirkt sowohl reinigend als auch emulsionsstabilisierend.

### Fleckpasten
Bei Fleckpasten handelt es sich um eine Kombination aus organischen Lösungsmitteln und einem feinpulvrigen, absorbierenden Trägerstoff (z. B. Aerosil). In diesen Pulverteilchen setzt sich der gelöste Schmutz ab, um ihn nach dem Verdunsten des Lösungsmittels abbürsten zu können.

### Fleckenspray
Fleckensprays sind ähnlich aufgebaut wie eine Fleckpaste, sie enthalten nur zusätzlich Treibmittel.

### Fleckseifen
Fleckseifen sind wie gewöhnlichen Seifen aufgebaut, enthalten jedoch zusätzlich noch Fettlösungsmittel. Gallseifen enthalten Cholate für eine stärkere Fettlösung.

### Fleckstifte
Bei Fleckstiften handelt es sich um eine Mischung aus Fleckseife und Kernseife, in denen Bleichmittel eingearbeitet sind.